# Stonecrops
A Stonecrops egy marosvásárhelyi magyar blues-rock/klasszikus-rock zenekar.

## Története
A Stonecrops duóként (ének és gitár) indult 2016-ban. Eleinte feldolgozások játszották a főszerepet, majd szép lassan saját dalok is születtek, melyekhez ihletet a Pink Floyd, Neil Young, Beatles, Black Sabbath adtak. A kezdeti lendület egy 14 számos albumot eredményezett (Beginnings), melyen 11 feldolgozás mellett már 3 saját dal is hallható.
A dalok aztán kinőtték a duó adta kereteket és teljes zenekart követeltek maguknak. Első lépésben csatlakozott a zenekari maghoz egy teljes ritmusszekció és egy szólógitáros, ennek következményeként pedig 2017 májusában már kitermelődött annyi saját anyag, amivel érdemes volt stúdióba vonulniuk. Így született meg a 10 dalt tartalmazó Várj című album, amelyet főleg azoknak szántak, akik szeretik a rock és popzene karcosabb elemeinek finoman adagolt kombinációját, a rádióbarát dalszerkezeteket.
A 2020-as karantén idején a négy fal közé szorultak. Enyhítve a koncerthiány által okozott feszültségeket nekiálltak megalkotni egy új albumot. Három dalt már februárban rögzítettek, a nyár végére meg már egy 10 dalos lemezzel álltak elő (Szinesztézia). A járványhelyzetre való tekintettel online lemezbemutatót szerveztek, amit youtubeon tettek közzé.
A zenekar politikája, hogy amit lehet, maguk csináljanak, így a Várj, illetve a Szinesztézia album borítója is a gitáros, Emil munkája.

## Diszkográfia

### Stúdióalbumok
| Év   | Cím          | Kiadó             |
| ---- | ------------ | ----------------- |
| 2016 | Beginnings   | Mugophone Records |
| 2018 | Várj         | Mugophone Records |
| 2020 | Szinesztézia | Mugophone Records |
| 2023 | Fényéhség    |                   |

### Kislemezek/Dalok
| Év   | Cím                     | Kiadó |
| ---- | ----------------------- | ----- |
| 2018 | Ha a hó mindent betemet |       |

## Tagok
- Oli Steel – ének, billentyű , alapító tag
- Buzán Emil – gitár, alapító tag
- Kálmán Gábor– basszus
- Csegedi Szabolcs - dob

### Korábbi tagok
- Lázár Zoltán - basszus
- Keresztesi Péter - dob
- Papp Norbert - gitár
- Jakab István - gitár
- Codo Levente -dob